# 哥德蘿莉塔

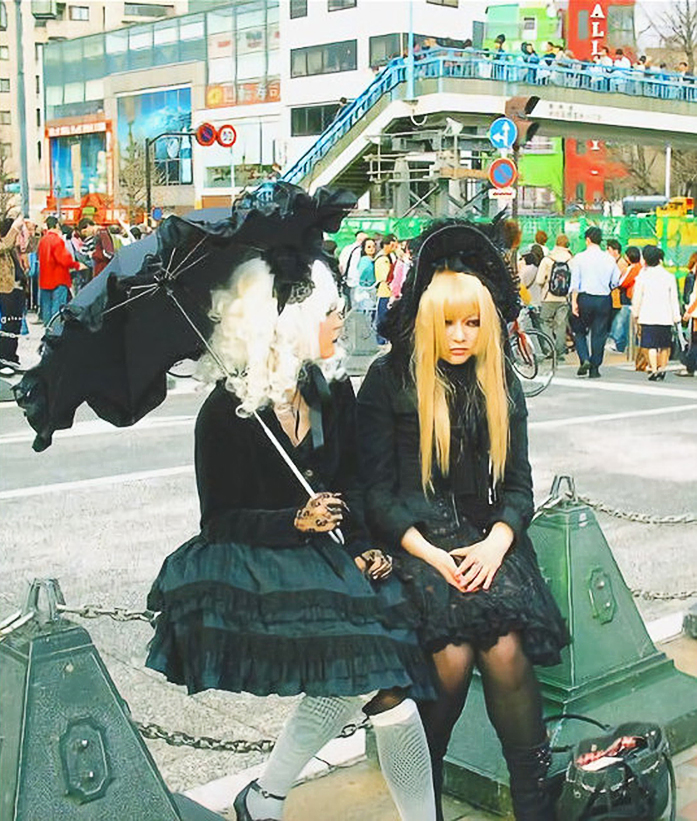
日本街頭的哥德蘿莉塔

哥德蘿莉塔（Gothic Lolita）源自歐洲的哥德次文化，經日本吸收後，成為一種與哥德次文化完全不同的藝術風格。主要指的是該種風格的藝術，包括穿著打扮、音樂、文學創作、繪畫等藝術相關作品。正式稱呼為（Gothic And Lolita）简称「GothLoli / 」。

## 概要

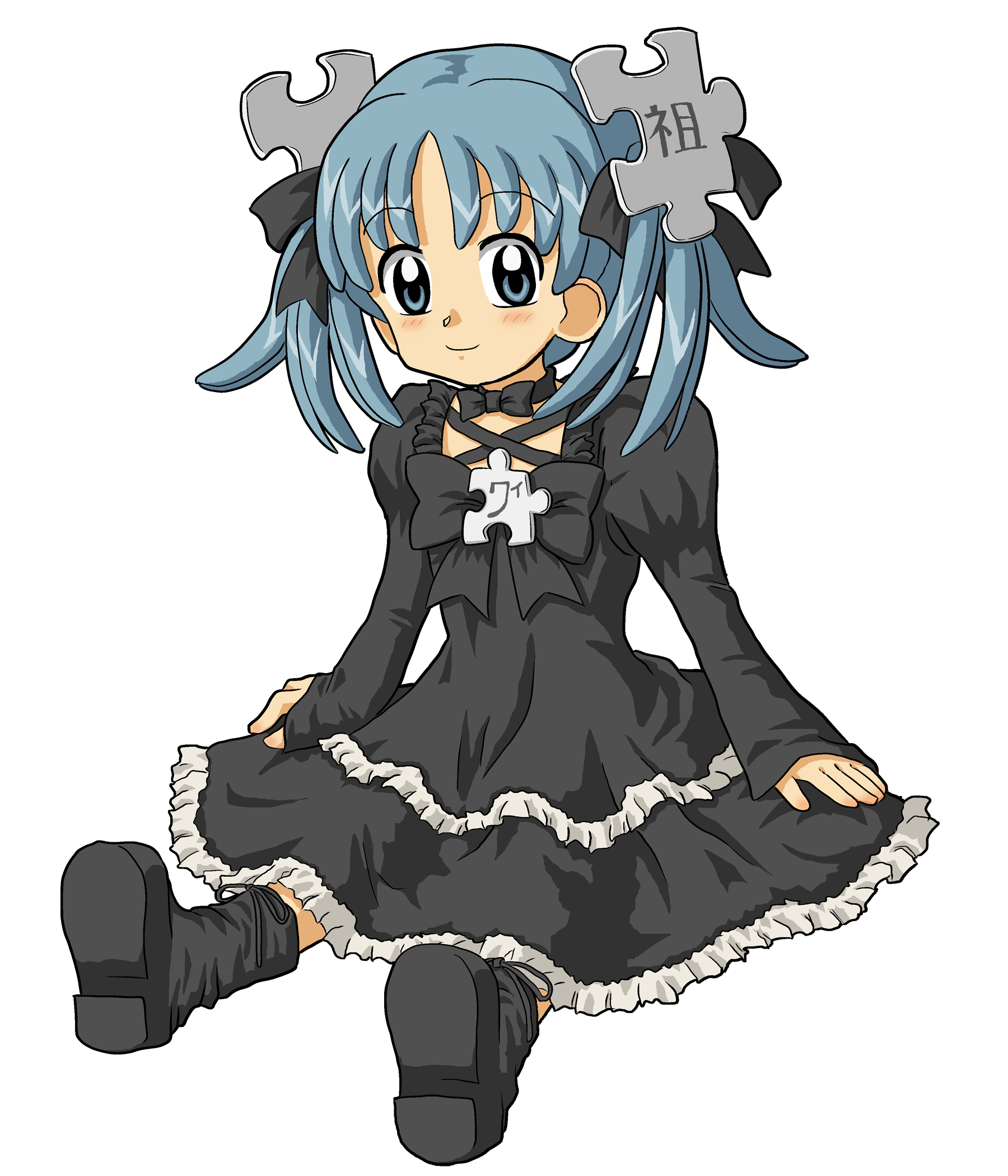
哥德蘿莉版的維基娘。

哥德與蘿莉塔同為名詞，全名翻作「哥德與蘿莉塔」，為此風格裡面所採用多種形象裡面兩種最具代表性的形象，而非用作形容詞「哥德式蘿莉」。哥德蘿莉是一種以十多歲至二十多歲的年輕女性占了大半的愛好者族群所形成的一種流行文化型態。一般將之視為極端的文化。
哥德蘿莉裡面的「蘿莉塔」（Lolita）一詞，雖然與現今ACG作品中的「蘿莉」（Loli；）一詞同樣借自同名的小說／電影，但兩者在字面底下的含意相差甚遠。
在部分男性認為「哥德蘿莉」，也可以間接表示這蘿莉有氣質、自我特色、高貴典雅等意思。
一般認定這是從1990年代開始在日本被樂團MALICE MIZER的支持者們所帶起的風潮。

## 風格起源
這派的風格是結合多種不同的形象而成，除了字面上，以源頭哥德次文化為宗的暗黑，與少女式的純真跟以外，還集合了19世紀的浪漫主義、玄學主義、神秘主義、超自然主義、怪奇主義、獵奇、法式世紀末思想、耽美主義、古典頹廢主義等等，最終仍以視覺上的華麗為大成。
服裝通常是黑、白、紅、粉色系為主。通常多為暗色系，但是也有以白色為主的「白Goth」。
髮色及妝容，和黑暗、慘白為主的哥德次文化不同，並無硬性規定。但通常還是以黑髮、金髮、粉色、銀白色髮，以及帶有傷疤、或極端的清秀的妝容為最大宗。
其中金髮與粉色系髮，與後龐克的哥德次文化黑髮背道而馳。
另外經常配戴銀製的飾品，造型有特殊意涵的配件。十字架、象徵天使之白色羽翼、象徵惡魔之黑羽翼、薔薇、骷髏、蝴蝶、蜘蛛。
其它的元素還有吸血鬼、血痕、傷疤、教堂、鐘樓（時計塔）、古董人偶。
美式有貓、蝙蝠、墳場、月亮、科學怪人、萬聖節。

## 服裝特色
哥德蘿莉的始祖，由MALICE MIZER的團長Mana所提出的Elegant Gothic Lolita（EGL）和Elegant Gothic Aristocrat（EGA）。
EGL：原為被之後的巴洛克風格影響的原始哥德風格，以歐陸貴族、宮廷風的優雅、華麗。Mana再加入「天使與惡魔」的元素。偏向視覺效果的華麗。
EGA：Aristocrat，原義為「雙性」，受到巴洛克之後的洛可可影響，偏向纖細、柔弱；和原始哥德相比，哥德的成份比EGL更少，以反串為主，常見男性扮女（推廣EGA的Mana，本身是男性）。更多的花邊、蕾絲，偏向性別難以辯識的風格。
哥德蘿莉往往手持有特色的配件，比如巨大的刀劍，威嚴的十字架。身着繁冗服飾的纖细少女，却使用着與其形象不合的武器、源於西方基督教的十字架象徵，為飾物；此種「不均衡感」也是「哥德蘿莉」的一大要素。
另外多見蘿莉面無表情地、懷抱着（或手提）殘破的布偶，這些被毁壞的玩具给人的恐怖感，可以增加更多陰鬱的視覺效果。
Lolita & Gothic是一種流行風潮，像牛仔褲加T-shirt會被稱為休闲装一般，而女裝的Lolita & Lolita在衣著的表現，大致以「黑、白、紅」色系的娃娃裝為主。
Lolita & Gothic服裝品牌，「Moi-même-Moitié」的經營者，即昔日Malice Mizer團長MANA所提出「Elegant Gothic Lolita/EGL」。Mana的本意是「優雅」的哥德式蘿莉塔，另加進「同時擁有天使與惡魔」的特質，並給人死亡的感覺；但又不是完全的死亡，而是在靜止的狀態下存活著。
- 感覺：揉合了優雅華麗與黑暗詭異，像介乎於生存與死亡之間永遠沉睡似的，帶出神秘恐怖、悲觀絕望的感覺。
- 顏色：以「黑、白、紅」為主色，盡可能傳遞死亡般的氣息。
- 設計：以修改過的歐式風格為主。薔薇、十字架、蕾絲和緞帶等綴飾。
- 化妝：兩極端。除了「濃妝、陰暗」以外，也有強調清秀的「素顏」。

哥德蘿莉風格就算平常在日本東京的原宿或是澀谷等青少年流行的前衛地區，可以找到販賣的店家以及穿著的人。
在台灣，因為民情不同，社會大眾對於較前衛的穿搭，接受度較低。經營的店家、或販售的產品也稀少。在台北的西門町、台中的一中街夜市、高雄的新堀江及夢時代購物中心，有時候也可以見到。

## 名詞釋疑

### 與「Cosplay」的分別
哥德蘿莉風格的形成，與Cosplay無關，但是一般人經常混淆。
Cosplay是對已既存作品裡的角色，以憧憬、進而模仿其外型、穿著。
無論是哥德蘿莉，或哥德次文化，皆非模仿既有的角色，而是強調個人特質。這跟主要以模仿既有角色為主的Cosplay可說是大異其趣。

### 與「ACG系女僕」的分別
此風格因為部分形象與ACG系女僕服裝重疊，造成誤會。
ACG系女僕的服裝往往以哥德蘿莉的形式出現。但ACG系女僕的由來，源自於ACG的中歡迎來到Pia Carrot!!系列的女服務生。與哥德次文化、或哥德蘿莉的精神，毫無關係。
與被誤解為Cosplay相同，哥德次文化或哥德蘿莉的支持者對於這種現象一樣有著強烈的反感。

### 與蘿莉塔風格（Lolita Fashion，）的分別
有一種風格跟哥德無關，講求「少女風的成人」的蘿莉塔風格（Lolita Fashion）。
Gothic & Lolita不分性別，皆可參與。Lolita專指女性（刻意反串不在此限）。
該風格的支持者亦強烈的對混淆這兩種風格的行為感到反感，主要原因為哥德蘿莉風格中所含帶的「黑暗、華麗」的形象，與蘿莉塔風格的「唯美、夢幻」主旨相異。
即便如此，兩者之間在「耽美」上依然有相當的重複，這跟哥德蘿莉本身定義的曖昧也有相當的關聯，此外同時喜歡兩種風格的女性亦非少數。
與蘿莉塔風格的差異：就算同樣使用愛麗絲夢遊仙境，或是鵝媽媽等童話故事的形象，哥德蘿莉風格也會刻意的突顯出作品中怪奇的部分。要舉例的話就像是日本作家桐生操的「恐怖的格林童話」系列中描述的那樣偏向怪奇、獵奇、性暗示。
若要更加深入的比較的話，如果說蘿莉塔風格是灰姑娘的城堡這類正面的快樂形象。那麼哥德蘿莉就是像白雪公主中的毒蘋果或是化為廢墟的古城。加入負面的頹廢形象是與少女趣味的蘿莉塔風格最大的差異。

### 與正統哥德風格的分別
日本的哥德蘿莉，是歐洲80年代後的哥德次文化的一種變形，並於90年代之後才開始流行。
哥德次文化由「後龐克」發展而來，精神上不再以「性、暴力、頹廢、反社會」為訴求，主訴「淒美、恐懼、生死、人本、反迷信」。
哥德蘿莉著重強調「聲光、視聽效果的華麗」。與哥德風格（Gothic）、哥德次文化，已大相庭逕。
請留意，哥德次文化並不代表正統「哥德藝術」全體。哥德次文化僅為80年代以後，「後龐克」所影響的「哥德藝術」，為一個分支。（請參閱「龐克文化」）

## 外部連結
- Malice Mizer's official website（页面存档备份，存于）
- Mana's official website（页面存档备份，存于）
- Morbid Outlook description of EGL（页面存档备份，存于）
- Elegant Gothic Lolita Livejournal（页面存档备份，存于）
- Page with Gothic & Lolita Bible scans, info, and links（页面存档备份，存于）
- An English preview of the EGL inspired Paradise Kiss manga
- Community site about Gothic Lolita fashion, with photos of individual people wearing the style（页面存档备份，存于）
- Angelic Pretty（页面存档备份，存于）
- Moi-même-Moitié（页面存档备份，存于）
- Metamorphose Temps de Filles（页面存档备份，存于）
- Shop providing EGL clothing in the United States
- Online seller of gothic, cyber, futuristic, EGL, EGA
- Stockist of The Gothic & lolita bible（页面存档备份，存于）